# Air Caraïbes
Air Caraïbes è una compagnia aerea francese di Guadalupa, con base presso l'aeroporto di Pointe-à-Pitre-Le Raizet, a Pointe-à-Pitre. Nel 2012 era la nona compagnia aerea francese per traffico passeggeri, con 1,18 milioni di passeggeri trasportati.

## Storia
La compagnia è stata originariamente creata nel 1988 col fine di servire i dipartimenti francesi nei Caraibi usando turboelica Britten-Norman BN2-A Islander e Cessna Caravan.
Nel luglio del 2000 essa rinacque dalla fusione delle compagnie locali Air Guadeloupe, Air Martinique, Air Saint-Barthélemy e Air Saint-Martin. È una compagnia del gruppo vendéen Dubreuil.
La compagnia Air Caraïbes assicura più di un centinaio di voli giornalieri e serve le seguenti destinazioni dalla Francia metropolitana: Guadalupa, Martinica, Guyana francese, Saint Lucia, Saint Martin, Saint Barthelemy, la Repubblica Dominicana e Haiti. Le coincidenze sono ottimizzate per facilitare il trasferimento dei passeggeri provenienti dalla Métropole.
Dal 12 dicembre 2003, Air Caraïbes effettua voli transatlantici (a lungo raggio) e offre voli regolari da Parigi-Orly a Pointe-à-Pitre e Fort-de-France con il marchio Air Caraïbes Atlantique.
Dal dicembre 2007, in accordo con un tour-operator scandinavo, Air Caraïbes ha operato voli settimanali da Stoccolma e Copenaghen a Pointe-à-Pitre. Dalla fine del 2008 opera voli diretti da Parigi-Orly a Cayenne (Guyana).
A partire dal 12 dicembre 2009, Air Caraïbes ha aperto una nuova linea transatlantica Parigi-Orly ↔ St Martin-Juliana ↔ Port-au-Prince con il suo Airbus A330, 2 volte a settimana il martedì e il sabato. A settembre 2022 la compagnia ha annunciato la sospensione a tempo indeterminato del collegamento. 
Nel marzo 2016 è lanciato il marchio "Air Caraïbes Simply" per i voli a corto e medio raggio tra le isole caraibiche.
Il 20 dicembre 2016 entra in servizio il primo ATR 72-600 (F-OSIX) e il 2 marzo 2017 entra in servizio il primo Airbus A350-900 (F-HHAV).

## Accordi commerciali
Ad aprile 2020 Air Caraïbes ha accordi di codeshare con le seguenti compagnie:
- Corsair
- French Bee

## Flotta

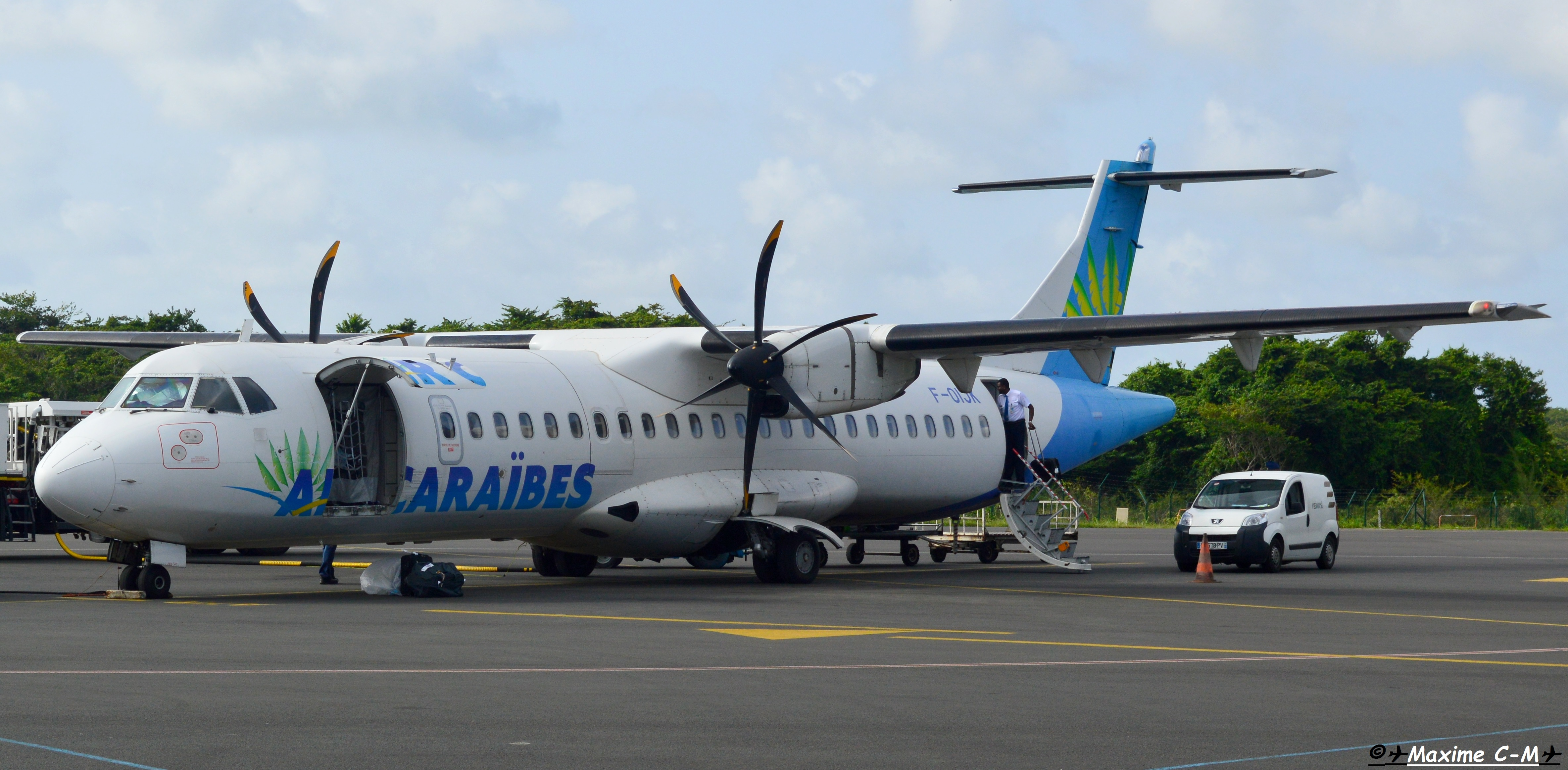
Un ATR 72-500

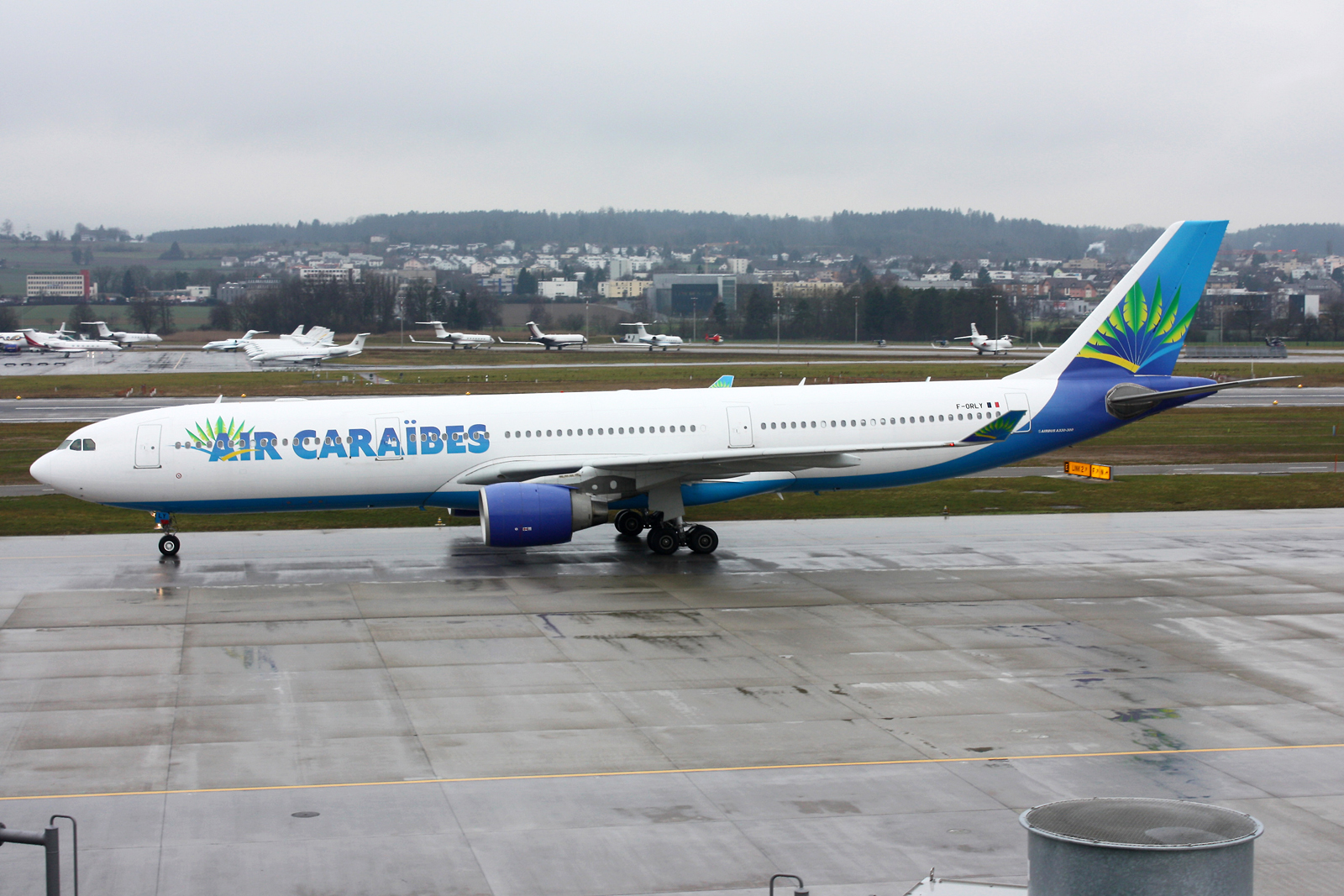
Un Airbus A330-300 nella vecchia livrea

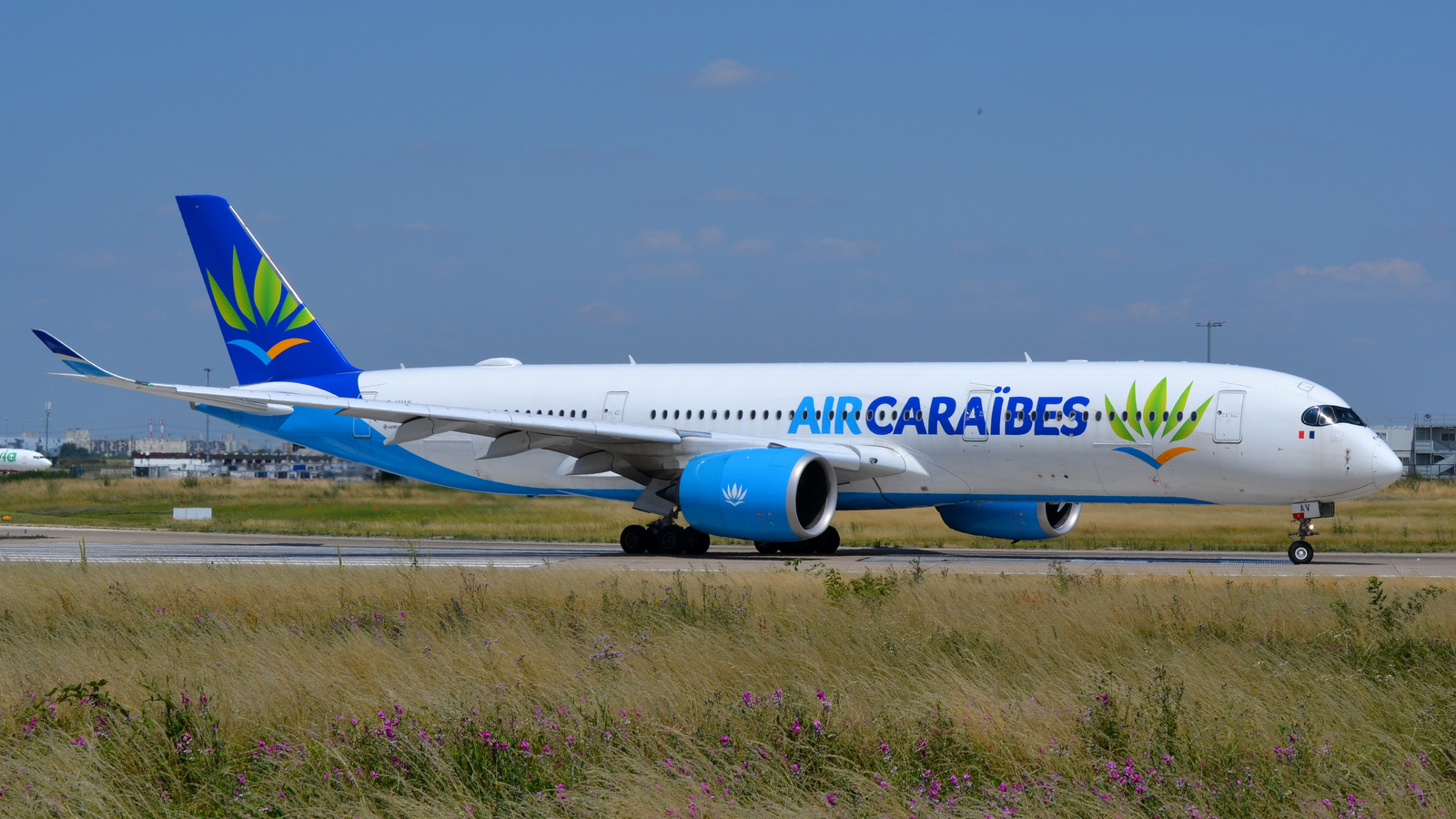
Un Airbus A350-900

Ad agosto 2025 la flotta di Air Caraïbes risulta composta dai seguenti aerei:

## Flotta storica

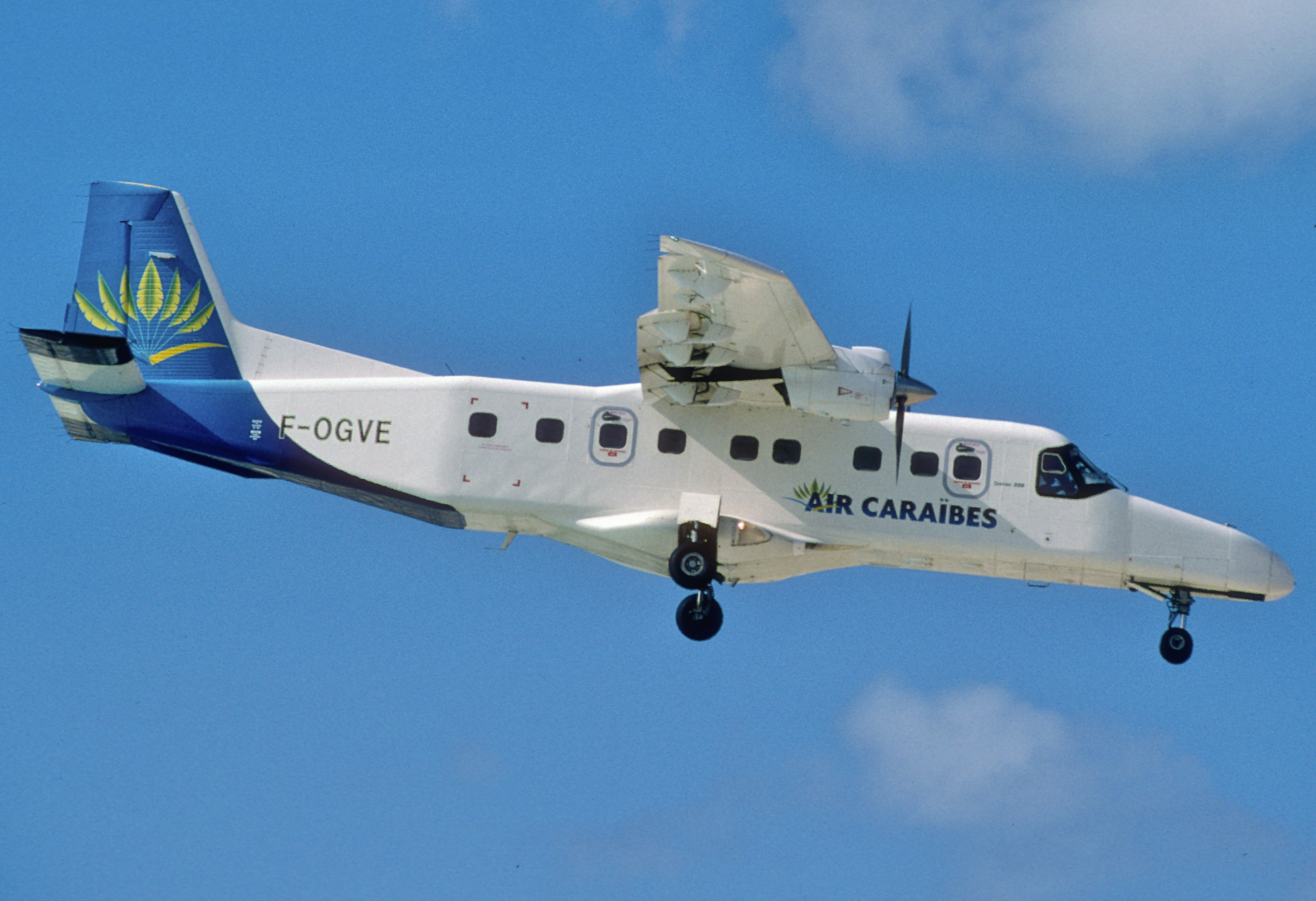
Un Dornier Do 228

Nel corso degli anni, Air Caraïbes ha operato con i seguenti modelli di aeromobili: